# Dendrophyllia arbuscula
Espèce
Statut CITES
Dendrophyllia arbuscula est une espèce de coraux appartenant à la famille des Dendrophylliidae.